# 至八會
至八會是一個香港政府登記認可的香港女性民間組織及慈善團體，由香港演藝界、娛樂圈、新聞界、名媛圈的頂級“大姐大”藝人名人於1996年2月19日組成，最初只有八名成員，所以取名“至八會”，英文名爲“Super Eight”。接頭暗號：至尊“八婆”，無八不歡，八不外傳。
至八會在香港名聲頗大，經常受邀上大牌節目，於是至八會成員乾脆自己開了檔電視節目《至8女人心》。

## 緣起
香港演艺界一向是兩岸三地以及全球各地华人的风向标，诞生出无数天皇巨星、天后人马。至八会就是由一群立足香港的演艺界“大姐大”本着慈善初衷组成的，被誉为香港演艺界最著名的女性民间团体。至八會更會身體力行，自發組織多個活動，爲香港和兩岸三地全球華人服務，多年來參與多個慈善活動。

## 會史
创立之初，至八会的会员只是每月相聚，一同讨论娛樂圈演艺界的大小事务，她们更自嘲是八卦的会议，因此得名为“至八会”。随着不断有新成员加入，十多年后的今天，“至八会”已经成为一个娛樂圈集慈善关怀、社会责任、演艺活动、文化创作的组织，也在香港政府登记成为合法的民间团体组织，并不断组织娛樂圈的公益活动，为香港和兩岸三地社会发热发光。

## 成員
至八會創辦之初只有八名成員，分別為：汪明荃、鄭裕玲、林建明、馮美基、狄波拉、鍾慧冰、施惠珍及查小欣，因而取名“至八會”（Super Eight），及后發展爲十多人的團體，并且不断有新成员加入。 當中亦有被逐出的成員，例如：向傳媒或因本身利益披露在聚會中分享的秘密。
“至八會”成員包括：入行50年的香港演藝界大姐大汪明荃（Lisa姐）、香港電影金像獎和台湾金馬獎的雙料影后鄭裕玲（Do Do 姐）、搞笑萬能旦后毛舜筠（毛毛姐）、香港綜藝節目台柱元老林建明（大姐明）、珠寶設計師兼著名司儀顧紀筠（顧老闆）、花旦王曾華倩（華女）、時尚節目主持人朱慧珊（珊姐）、綜藝節目天后江欣燕（欣欣）、外貿商人鍾慧冰、香港时尚杂志主编施惠珍及前港姐寇鴻萍。

## 成就
“至八会”虽然自己定位八卦庸俗的名字，不过却不断在香港和华人演艺圈中宣传健康向上的信息。
如“至八会”成员林建明（大姐明）就是香港“心晴行动”的主席，长期致力为香港和两岸三地自闭症和精神疾病的朋友筹款和担任义务活动；
汪明荃（Lisa姐）则是著名粤剧组织“香港八和會館”的主席，致力弘扬传统粤港澳的粤剧文化，更成功申請粵劇爲聯合國非物質文化遺産。汪明荃也常年为癌症基金的擔任名誉大使，更是香港的全國政協委員，代表香港市民參與國家事務。
同时，“至八会”不断带给观众敬业专业、娱乐喜庆的文化艺术。

## 節目
- 至8女人心